# Centrale nucleare di Tarapur
La centrale nucleare di Tarapur è una centrale nucleare indiana situata a Tarapur presso il Distretto di Thane, nello stato del Maharashtra. La centrale è composta da 2 reattori di tipologia BWR per 300 MW e 2 reattori PHWR per 980 MW.
Dallo spegnimento della Centrale nucleare di Oldbury in Gran Bretagna, avvenuto il 29 febbraio 2012, è divenuta la più vecchia centrale elettrica nucleare in servizio nel mondo.
L'impianto è al momento l'unico in india ad avere reattori BWR.